# Kheda
Kheda (gujarâtî : ખેડા - hindî : खेड़ा) ou Kaira est une ville et une municipalité du district de Kheda dans l'état indien du Gujarat.